# Grijpskerk
Grijpskerk (Gronings: Gruupskerk of Griepskerk ([χrypsˈkɛ̝rk / χripsˈkɛrk]), Fries: Gryptsjerk) is een dorp en voormalige gemeente in de gemeente Westerkwartier in de Nederlandse provincie Groningen. Het is ontstaan vanuit een dijkdorp. De inwoners van de plaats hadden vroeger als Groningse bijnaam Smaalruggen. Het dorp telde in 2023 2.905 inwoners.

## Naam
In 1507 wordt de plaats voor het eerst genoemd als Grijpskercke; het dorp is genoemd naar de dorpsheer Nicolaas Grijp (zie hierna). In de pauselijke bul van 1561 wordt het dorp Engewerd genoemd. Volgens Formsma (1986) is dit een verschrijving voor Rugewerd (Ruigewaard), hetgeen men overnam van de kaart van Jacob van Deventer uit 1545. Oudere bronnen spreken over Ruegewerdt alias Grijpskercke of Westerdijcken en een enkele keer over Grijpscapelle. Later gebruikte men alleen nog de naam Grijpskerk. 
Het dorp bestond uit de buurtschappen of kluften Westerdijken, Ruigewaard en Juursema. De naam Westerdijken werd sinds de zeventiende eeuw alleen nog gebruikt voor de buurtschap Westerhorn.

## Wapen
Het wapen van Grijpskerk werd in 1903 toegekend en is doorsneden: het bestaat uit twee helften. Het bovenste gedeelte bevat een griffioen, het wapen van de familie Grijp (grijp = griffioen). Het onderste gedeelte van het wapen toont de kerk die Nicolaas Grijp zou hebben gebouwd.

## Geschiedenis

### Ontstaan
De nieuwe polders ten noorden van Sebaldeburen worden voor het eerst vermeld in 1426 als de Westerdijken. Daarmee werd de buurtschap Sebaldeburen-beneden bedoeld. Deze buurtschap heette zo omdat het lager lag dan het oude land. Vermoedelijk omstreeks 1476 werd een nieuwe dijk in de richting van Niezijl voltooid, die het gebied rond het huidige dorp Grijpskerk aan de zee onttrok. Een zijl (sluis) bij Munnekezijl diende voor de ontwatering. De nieuwe polder werd de Ruige Waarden genoemd: ruig betekent hier 'ruw' of 'onbebouwd'.
Kort daarna liet de stad-Groningse jonker Nicolaas Grijp hier een kapel bouwen, waarschijnlijk op zijn borgterrein. De kapel behoorde bij Sebaldeburen, maar werd al snel een volwaardige parochie, vermoedelijk omdat de kerk van Sebaldeburen te ver weg lag. Het kerkhof bleef voorbehouden aan de landeigenaren en de adel, die meebetaalden aan de kerk en het predikantstractement. De overigen inwoners moesten tot het begin van de negentiende eeuw hun doden op het kerkhof van de moederkerk in Sebaldeburen begraven. In 1498 had de kerk van Westerdijcke twee priesters.
Nicolaas Grijp woonde in een slot ter hoogte van de huidige Jonkerslaan. Dit slot werd later bewoond door de Reitsema-familie, waardoor het bekend kwam te staan als de borg Reitsema. Deze werd echter afgebroken aan het begin van de 18e eeuw, nadat de toenmalige eigenaar de schulden niet langer kon betalen. Er was ook nog een tweede borg, genaamd Aykemaborg, die ten westen van Grijpskerk lag. Door schulden werd deze borg in 1755 gerechtelijk verkocht en afgebroken tussen 1768 (de borg) en 1771 (het schathuis).
Het dorp Niezijl, ontstaan na 1562, kreeg in 1651 een eigen kerk en splitste zich toen samen met het Juursemakluft af van Grijpskerk.

### Kerken en synagoge
De kerk van Grijp werd in de tachtigjarige oorlog, in 1582, verwoest door plunderende oorlogsbendes, een jaar nadat de Slag bij Grijpskerk plaatsvond, waarbij de staatse troepen een grote overwinning behaalden op de Spanjaarden. In 1607, tijdens het Twaalfjarig Bestand, werd de kerk weer opgebouwd.
In 1892 werd de doopsgezinde kerk (de 'Vermaning') uit Pieterzijl (gebouwd in 1814; oorspronkelijk in 1664) samen met de bijbehorende pastorie overgebracht naar het meer centraal gelegen Grijpskerk, waar ze weer werd opgebouwd achter de huizen van de huidige winkelstraat (Herestraat).
In 1900 werd een hervormde evangelisatie ('Bethel') opgericht aan het Poeldiep. In 1901 werd een gereformeerde kerk (ontstaan vanuit Niezijl) gebouwd aan de Lageweg, die in 1938 werd verplaatst naar een gebouw aan de Nicolaas Grijpstraat, waar nu de PKN kerkdiensten houdt. In 1951 werd een vrijgemaakte kerk gesticht in een gebouw aan de Groningerstraatweg dat in 1974 werd uitgebreid met een kerkzaal.
In 1879 werd een synagoge gesticht aan de rand van het dorp in een deel van een huis aan de Kreupelstraat (nu Molenstraat). Na de oorlog, waarin vrijwel alle joden uit Grijpskerk werden weggevoerd, werd dit gebouw verbouwd tot woonhuis. In de jaren 1980 werd het pand gesloopt en werd er een woonhuis gebouwd.

### 19e en 20e eeuw
In 1864 kreeg het dorp een belangrijke waterverbinding door de bouw van een sluis te Gaarkeuken, die in 1924 en 1980 werd vervangen.
Op 1 juni 1866 werd de spoorlijn geopend tussen Groningen en Leeuwarden en kreeg het dorp een spoorwegstation (station Grijpskerk), wat de aantrekkingskracht van het dorp vergrootte en ervoor heeft gezorgd dat het dorp een verzorgende functie kreeg voor de regio in de vorm van een regionale marktplaats, een functie die nu echter zo goed als verdwenen is. Grijpskerk kreeg eind 19e eeuw enige aantrekkingskracht op rentenierende boeren uit de omtrek, die met de dorpsnotabelen vanaf 1871 begonnen met de bouw van enkele villa's aan de noordelijke zijde van de Groningerstraatweg buiten het dorp. Vanaf 1922 werd ook de zuidzijde van de Groningerstraatweg bebouwd, maar met vaak eenvoudigere huizen.
Van 1811 tot 1990 was het dorp en omstreken onderdeel van de zelfstandige gemeente Grijpskerk. De eerste burgemeester (eerst maire en later schout) was Klaas Jans de Waard (1811-1819). Een andere bekende burgemeester was Adrianus van de Nadort (1936-1952), onder wie de gemeentelijke administratie tijdens de Tweede Wereldoorlog werd verstopt in een transformatorhuisje. Voor andere burgemeesters, zie de lijst van burgemeesters van Grijpskerk. In 1990 werd Grijpskerk onderdeel van de gemeente Zuidhorn. De Grijpskerkers waren hier van tevoren sterk op tegen, met name omdat Grijpskerk en Zuidhorn elkaar historisch niet zo lagen. Bij een actie in 1987 werden 2200 handtekeningen tegen de herindeling ingediend; ongeveer 73% van de bevolking. In de eerste jaren na de herindeling verliep het fusieproces tot een gemeente dan ook moeizaam.

### 21e eeuw
Vanaf het jaar 2000 bleef Grijpskerk zich ontwikkelen. In 2009 kwam de nieuwbouw van de Christelijke basisschool De Borgstee tot stand. 
In 2019 ging de gemeente Zuidhorn op in de gemeente Westerkwartier. De komende jaren wordt gewerkt aan de nieuwbouw voor de middelbare school Lauwerscollege en de bouw van de nieuwe woonwijk Nij Meindertsma aan de oostzijde van het dorp. Aan de Kievitsweg en de Herestraat verrijst ook een aantal nieuwe woningen op de 'Vogelzang/Rabobank locatie'.

## Bevolkingsontwikkeling
| Demografische ontwikkeling van het dorp tussen 1795 en 2018 |
| --- |
| |
| Opmerking: Gegevens over het dorp zijn niet volledig vergelijkbaar door verschillende meeteenheden ■ Data afkomstig van volkstellingen.nl ■ Data afkomstig van het CBS |

| Demografische ontwikkeling van de gemeente tussen 1795 en 1989 |
| -------------------------------------------------------------- |
|                                                                |
| Grijpskerk was een gemeente tussen 1811 en 1990.               |

## Voorzieningen
Grijpskerk heeft een regionale verzorgingsfunctie voor het westelijk deel van de gemeente Westerkwartier en delen van de gemeente Noardeast Fryslân. Vooral inwoners van Niezijl, Kommerzijl, Visvliet, Pieterzijl, Munnekezijl en Warfstermolen zijn gericht op de voorzieningen van Grijpskerk.
Het dorp heeft een prima winkelaanbod voor diverse dagelijkse benodigdheden zoals een warme bakker, slagerij, versspeciaalzaak, bloemist en een supermarkt. Deze winkels zijn te vinden in of in de directe nabijheid van de Herestraat in het centrum van het dorp. Hier zijn ook enkele horecavoorzieningen zoals een snackbar, grillroom en een café gevestigd alsmede een aantal kapsalons.
Aan de rand van het dorp ligt bedrijventerrein De Rietlanden met een grote fietsspeciaalzaak en een meubelzaak.
In het sport- en recreatiepark De Enk is een aantal sportverenigingen gevestigd, zoals de lokale voetbalvereniging, tennisvereniging, fierljepvereniging en ijsvereniging. De sporthal Bokkediek biedt plaats voor diverse andere sporten, waaronder volleybal, gymnastiek en badminton. Aansluitend aan het sportpark bevindt zich openluchtzwembad De Griffioen.
Een belangrijke rol in het dorp speelt het verzorgingshuis en multifunctioneel centrum De Nieuwe Wierde. In dit gebouw is naast zorg voor ouderen ook ruimte voor andere sociale activiteiten. Zo is er de bibliotheek gevestigd, zijn er diverse zalen beschikbaar en biedt het ruimte aan het dorpsloket.
Er zijn in het dorp drie scholen;
- Christelijke basisschool De Borgstee
- Openbare basisschool De Triangel
- Christelijke scholengemeenschap Lauwers College

## Verkeer en vervoer
De plaats is gelegen aan de N355, N388 en de spoorlijn Leeuwarden - Groningen (station Grijpskerk). Vanuit het dorp is het een klein kwartier met de trein naar Groningen. Naar Leeuwarden duurt de reis ongeveer een half uur. Ongeveer 1½ km ten zuiden van het dorp loopt het Van Starkenborghkanaal. Het Poeldiep (het noordwaarts verlengde van het Langs- of Wolddiep) verbindt het dorp met het kanaal. Het laatste gedeelte is tegenwoordig gedempt, zodat schepen nu via het Hoerediep (hoere = hore = slijk) moeten varen.

## Sport
Het dorp heeft een sportcomplex genaamd 'De Enk', waar verschillende sporten worden beoefend. In het park erachter liggen de voetbalvelden van voetbalvereniging VV Grijpskerk en een tennisbaan. Ook ligt hier de enige fierljepbaan van Groningen.

## Bezienswaardigheden
Bezienswaardig zijn de oude hervormde kerk en de erachter gelegen 16e-eeuwse pastorie, alsook de 19e-eeuwse doopsgezinde vermaning. Aan de Groningerstraatweg staan een aantal villa's: Op nummer 31 staat een notariswoning uit 1911 in jugendstil van de hand van de Groningse architect Pieter van de Wint, destijds het duurste huis uit het hele dorp. Het witbepleisterde huis op nummer 23 werd ontworpen door architect Klaas Siekman uit Zuidhorn. Een ander fraai pand is de villa Rustoord op de kruising van de Stationsstraat met de Groningerstraatweg. Aan de Kievitsweg staat het oude gemeentehuis uit 1913.
Op het bedrijventerrein bevinden zich de gebouwen van de oude zuivelfabriek De Kievit. Het dorp heeft twee nog werkende molens, waaronder de korenmolen De Kievit (1899) en de gerestaureerde poldermolen de Westerhornermolen (1829). Op de driesprong van de Herestraat met de Groningerstraatweg en de Stationsweg staat café-restaurant De Tapperij, dat voor zover bekend werd gebouwd in 1769 en lange tijd bekendstond als 'Spoorzicht', hoewel het niet bepaald naast het station ligt. Traditioneel werd dit café gebruikt door de arbeiders. De rijke boeren kwamen liever samen in het waarschijnlijk in 1854 gebouwde hotel Vogelenzang, dat in 1979 werd gesloopt om plaats te maken voor een filiaal van de Rabobank. Over dit klasseverschil gaat een anekdote dat een onwetende arbeider zich eens in hotel Vogelenzang begaf en daar van een boer wat geld in de hand gedrukt kreeg met het vriendelijke maar dringende verzoek om dat in Spoorzicht te besteden.
Op ongeveer 2 kilometer van het dorp, aan de Bosscherweg, staat een voormalig transformatorhuisje, dat sinds 2000 oorlogsmonument is.

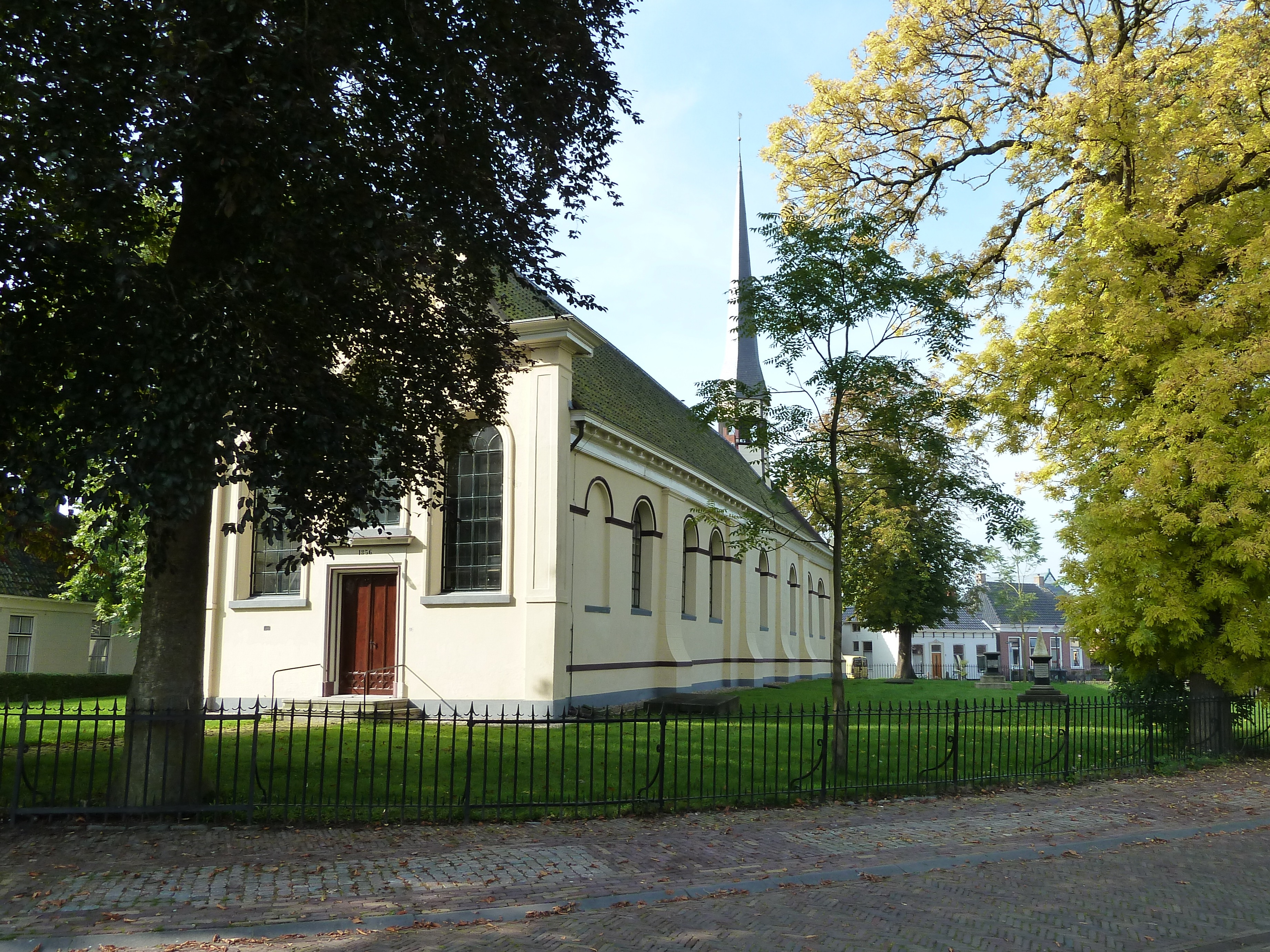
Hervormde kerk (1605)
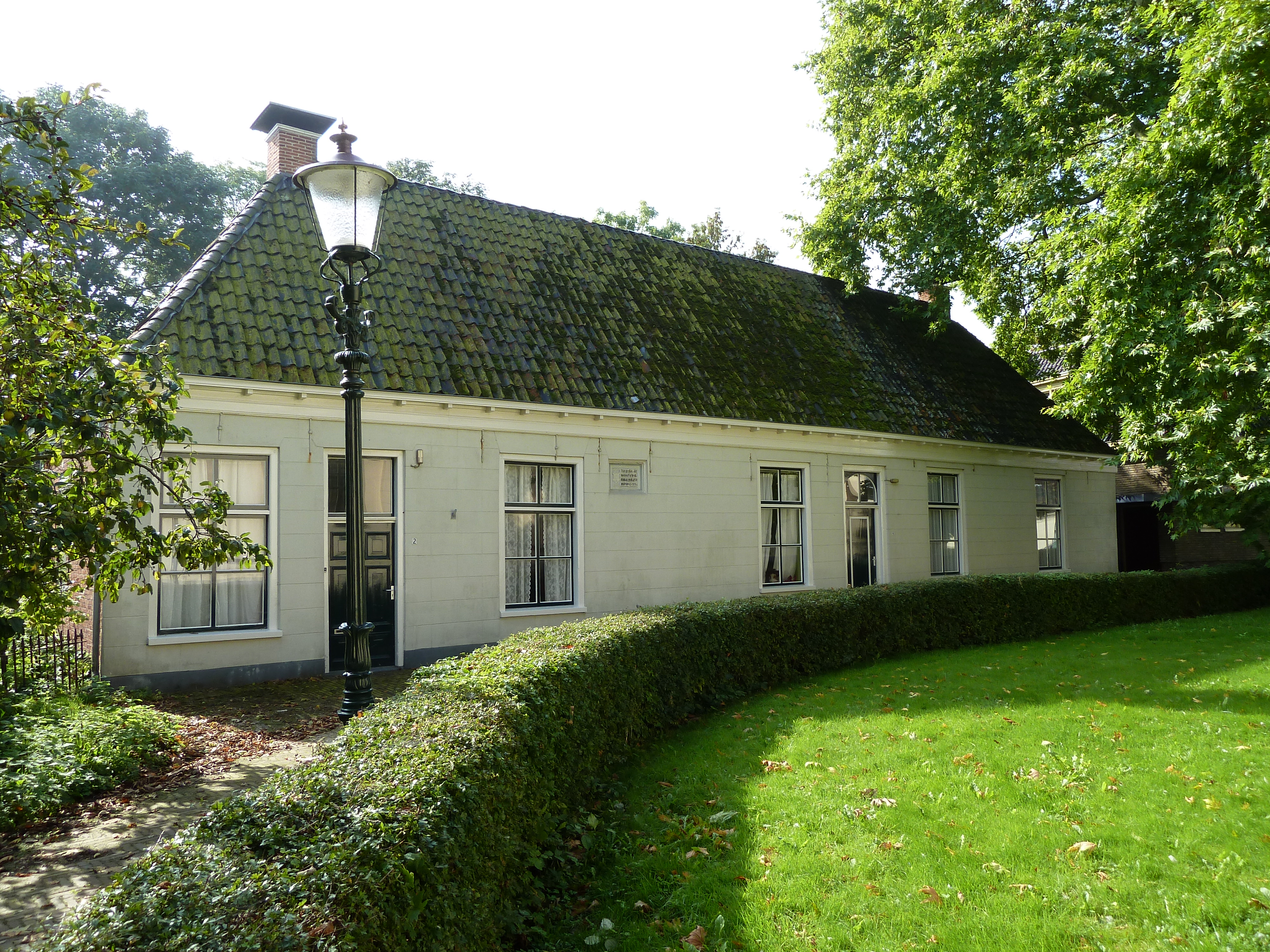
Pastorie (16e eeuw)
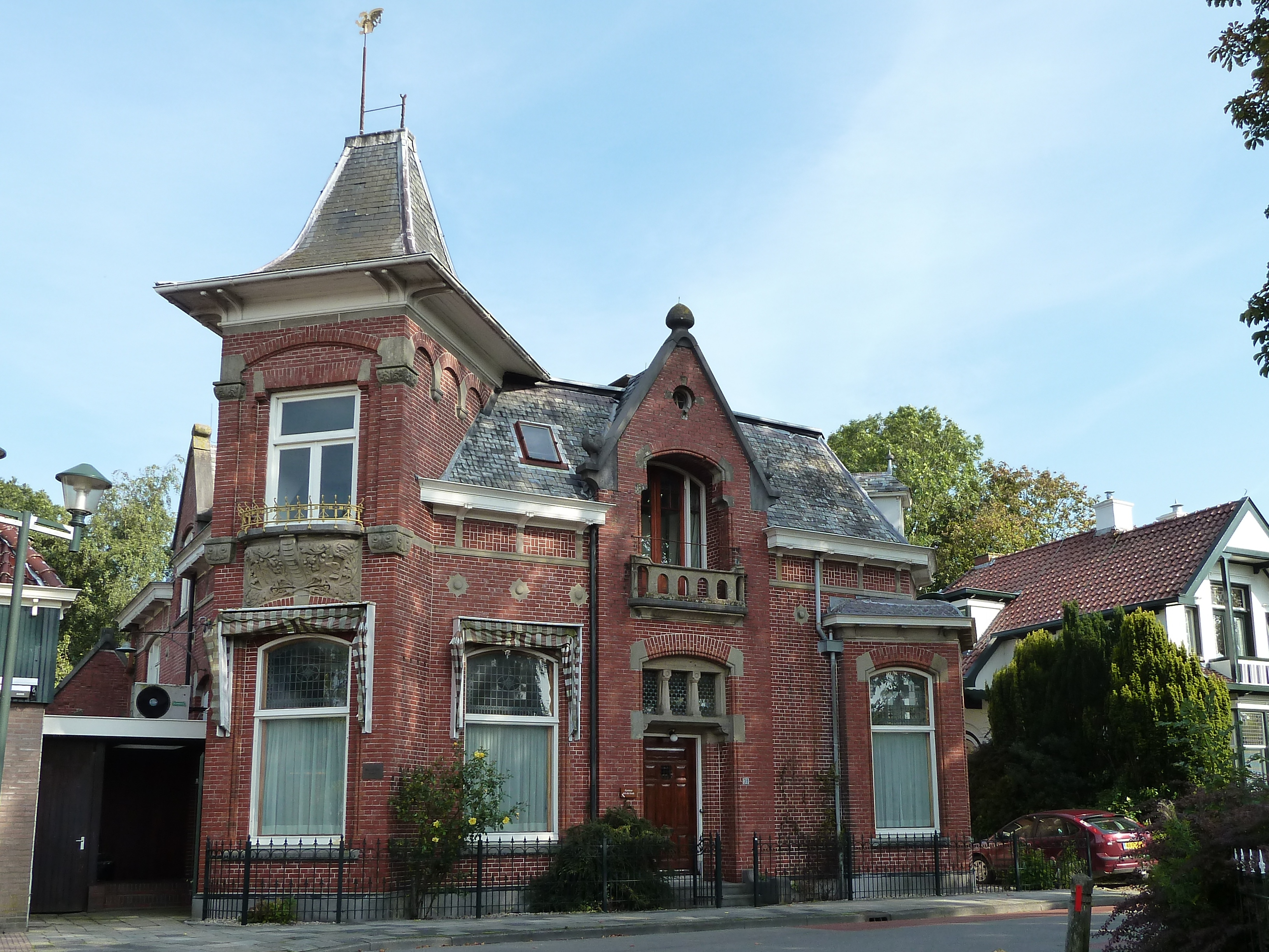
Notariswoning (1911)
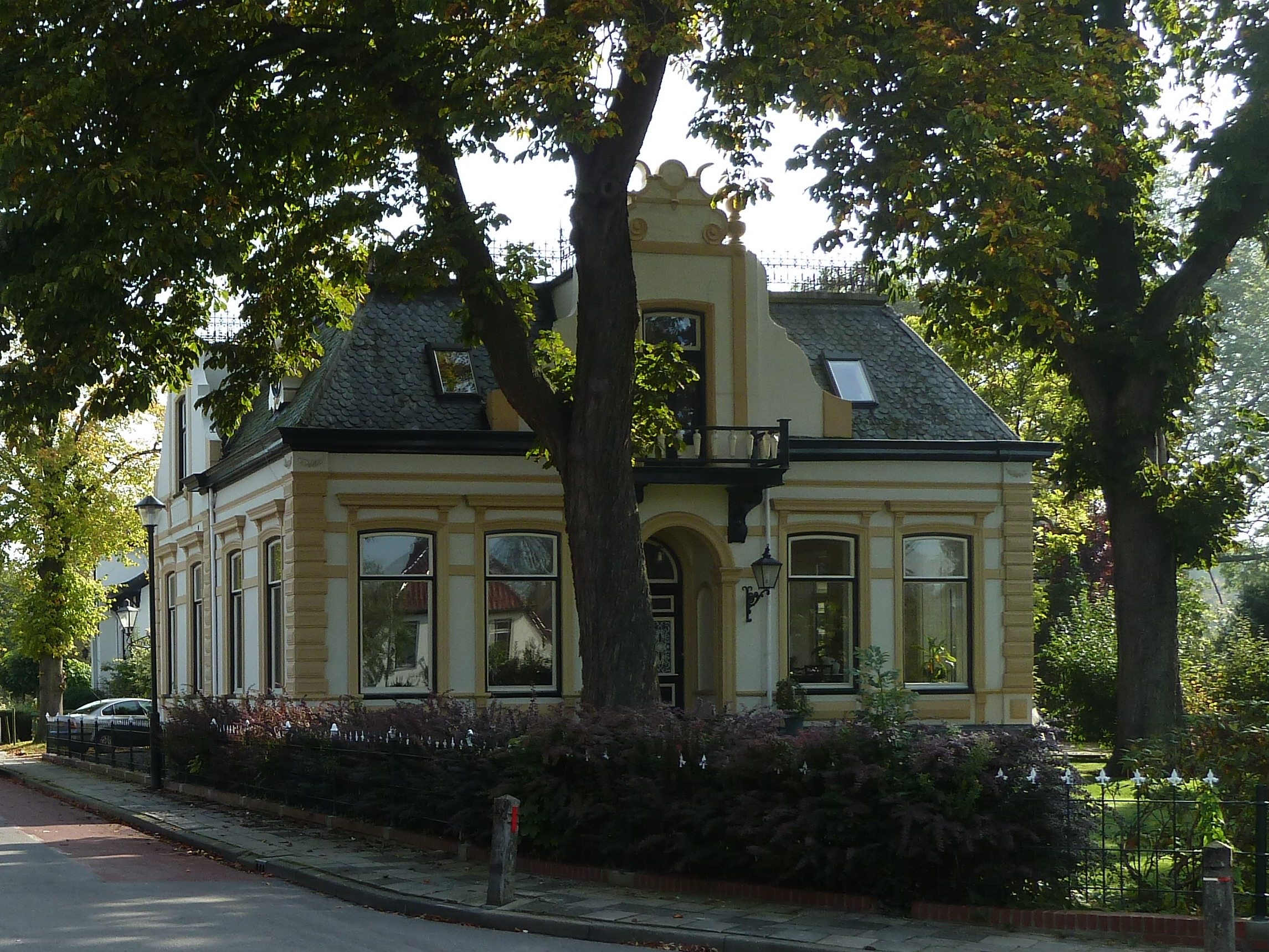
Villa Rustoord (1891)

### NAM-park
In 1990 werd door de NAM ook een grote hoeveelheid aardgas aangetroffen in het gebied tussen Grijpskerk, Niezijl en Kommerzijl. Bovendien werd een bodemlaag aangetroffen die geschikt is om aardgas in op te slaan. Hiervoor is met een investering van ongeveer 1 miljard gulden een complex van 50 hectare gebouwd voor ondergrondse gasopslag dat op 1 januari 1997 werd geopend en dat als landelijk opslagpunt dient voor gas, zodat de landelijke piekcapaciteit gewaarborgd blijft.
In 2007 kwam een pijpleiding naar Noord-Holland gereed, waardoor het gas ook vervoerd kan worden naar het Verenigd Koninkrijk. Om de NAM-locatie heen is een natuurpark, het 'NAM-park' gecreëerd, om de gebouwen en installaties op termijn grotendeels aan het oog te onttrekken, om zo tegenstanders en bewoners rondom het gebied enigszins tevreden te stellen. Het natuurpark wordt ecologisch beheerd.
Rond 2020 kwam de locatie regelmatig in het nieuws vanwege de ondergrondse gasberging. De berging speelt een belangrijke rol in het afbouwen van het winnen van gas in Noord-Groningen.

## Geboren in Grijpskerk
- Sikko Berent Drijber (1849-1936), burgemeester
- Jelte Dijkstra (1879-1946), onderwijzer, schrijver en dichter
- Wiebe Jannes Formsma (1903-1999), historicus en publicist
- Roelof Kruisinga (1922-2012), arts, ambtenaar en politicus (CHU en CDA)
- Pieter van der Zaag (1940), politicus (CDA)
- Jan van Heukelum (1943-2024), politicus (VVD)
- Bote Wilpstra (1946-2021), politicus (D66)
- Gosse Noordewier (1947), politicus (PvdA)
- Dirk Scheringa (1950), oprichter DSB Groep, sportbestuurder (voetbalclub AZ) en politicus (CDA)
- Gert Sennema (1962), beeldhouwer
- Matthijs Vellenga (1977), roeier en zilverenmedaillewinnaar op de Olympische Spelen van 2004